# Policía de Combate
La Policía de Combate (en birmano: မြန်မာနိုင်ငံ ရဲတပ်ဖွဲ့) es una rama paramilitar, encargada de operaciones SWAT y antidisturbios dentro de la Fuerza de Policía de Birmania, estando bajo control militar y entrenados en tácticas militares que emplean en sus acciones.

## Historia
Hay dieciséis batallones de policía para realizar tareas de seguridad generales bajo el liderazgo de Mando de Control de Batallones. Los comandantes de batallón son tenientes coroneles de la policía. Como la población de las ciudades, incluyendo Rangún y Mandalay, aumenta día tras día, los problemas sociales, la economía y la política podrían conducir a la aparición de disturbios y sabotajes. Es necesario impedir la destrucción y el hostigamiento a los VIP, fábricas y talleres, y asegurar a los diplomáticos y sus embajadas. Siete de estos batallones de policía están situados en las áreas divisionales de Rangún, dos en Mandalay, tres en Arakhan, uno en Sagaing, uno en el estado de Mon, uno en Pegu y otro en Prome.
Estos batallones, entrenados y capaces de combatir en situaciones difíciles, son formados con el personal de la antigua Policía de Seguridad Antidisturbios, Cada batallón consiste en 500 uniformados y el apoyo de dos batallones de soporte, que incluyen las señales y unidades médicas. Esta estructura de batallones es similar a los Batallones de Infantería Ligera del Ejército y ellos son subordinados a sus respectivos Comandos Militares Regionales.

## Organización
- 1r Batallón De Combate De la Policía (HQ en Hlawga)
- 2o Batallón De Combate De la Policía (HQ en Maungtaw)
- 3r Batallón De Combate De la Policía (HQ en Shwemyayar)
- 4o Batallón De Combate De la Policía (HQ en Patheingyi)
- 5o Batallón De Combate De la Policía (HQ en Hmawbi)
- 6o Batallón De Combate De la Policía (HQ en Shwepyitha)
- 7o Batallón De Combate De la Policía (HQ en Kyauktan)
- 8o Batallón De Combate De la Policía (HQ en Mingaladon)
- 9o Batallón De Combate De la Policía (HQ en Hlaingthaya)
- 10o Batallón De Combate De la Policía
- 11o Batallón De Combate De la Policía
- 12o Batallón De Combate De la Policía
- 14o Batallón De Combate De la Policía
- 15o Batallón De Combate De la Policía
- 16o Batallón De Combate De la Policía

## Armamento
Los medios móviles son inexistente en la policía, excepto unos cuantos vehículos confiscados y usados por los mandos. La Policía de Combate, al contrario que la policía regular que porta armamento de la Segunda Guerra Mundial, tienen armamento razonablemente moderno como fusiles de asalto M16 y Ka Pa Sa BA63, ametralladoras Bren recalibradas a calibre 7,62 mm y BA-64 (una versión local del fusil de combate Heckler & Koch G3 con bípode y cañón reforzado), fusiles de francotirador BA-100, gafas de visión nocturna y morteros de 60 y 81 mm.
- Datos: Q6081685